# Торингтон (Вајоминг)
Торингтон (енгл. Torrington) град је у америчкој савезној држави Вајоминг.

## Демографија
По попису из 2010. године број становника је 6.501, што је 725 (12,6%) становника више него 2000. године.
| Група             | 2000.         | 2010.         |
| Белци             | 5.095 (88,2%) | 5.564 (85,6%) |
| Афроамериканци    | 18 (0,3%)     | 63 (1,0%)     |
| Азијати           | 17 (0,3%)     | 31 (0,5%)     |
| Хиспаноамериканци | 547 (9,5%)    | 734 (11,3%)   |
| Укупно            | 5.776         | 6.501         |